# Orchestra dell’Accademia Nazionale di Santa Cecilia

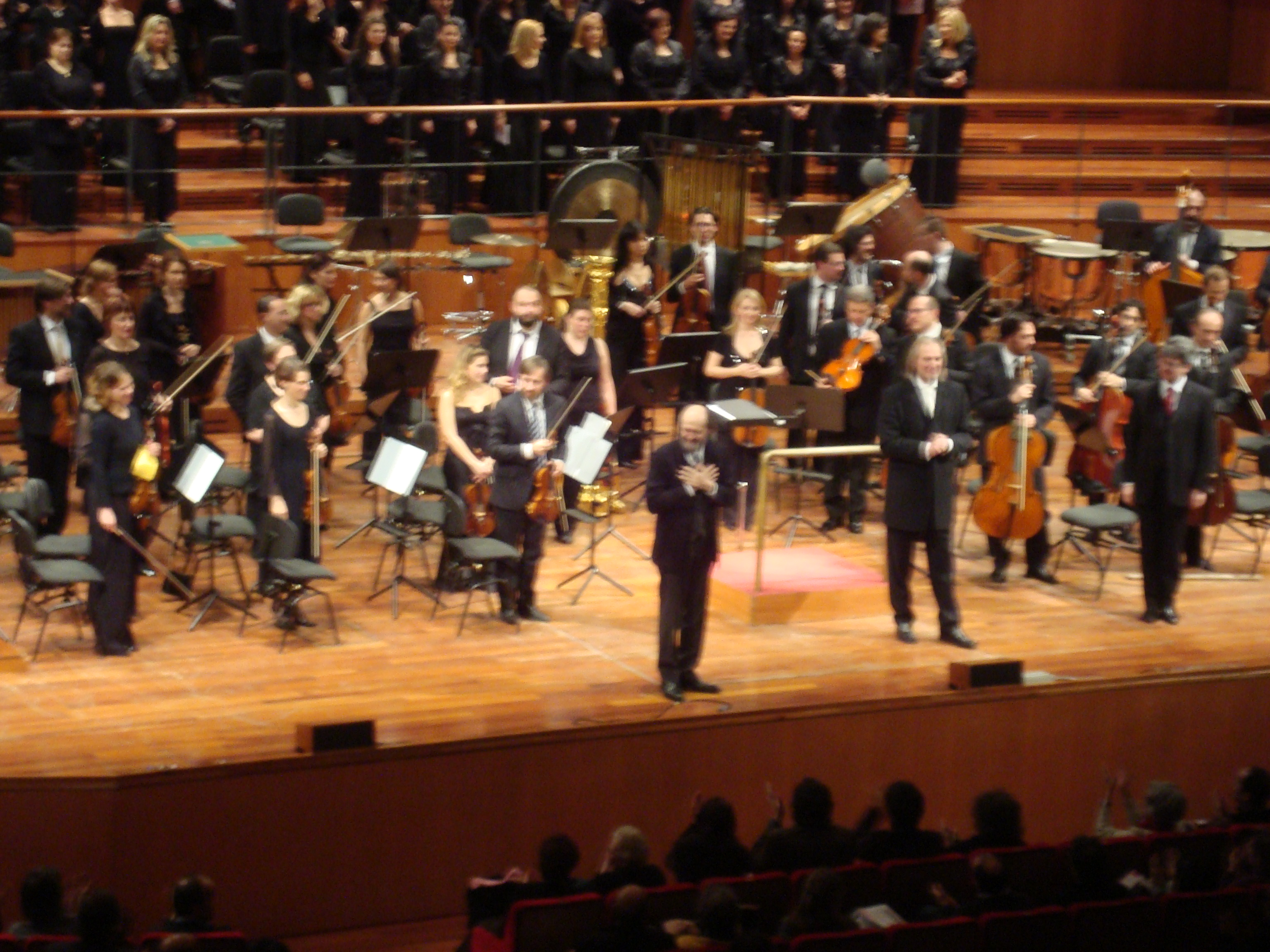
Tõnu Kaljuste mit Chor und Orchester Santa Cecilia in Rom 2010

Das Orchestra dell’Accademia Nazionale di Santa Cecilia, auch Orchestra Stabile dell’Accademia Nazionale di Santa Cecilia oder früher auch Orchestra di Teatro Augusteo, ist eines der bekanntesten Symphonieorchester Italiens mit Sitz in Rom.

## Geschichte
Das Orchester wurde 1908 durch die Accademia Nazionale di Santa Cecilia gegründet. Das Teatro Augusteo in Rom war von der Gründung 1908 bis 1936 die Heim- und Spielstätte dieses Orchesters. Von 1958 bis zur Jahrtausendwende war das Auditorium Conciliazione (auch bekannt als Auditorio Pio und Auditorium di Santa Cecilia) der Sitz des Orchesters. 2002 bezog die Accademia Nazionale di Santa Cecilia samt ihrem Orchester das Auditorium Parco della Musica, ein repräsentativer Neubau des Architekten Renzo Piano.
Bekannte Dirigenten waren u. a. Mahler, Debussy, Strauss, Stravinsky, Sibelius, Hindemith, Toscanini, Klemperer Celibidache, Furtwängler, De Sabata, Stokowski, Solti, Bernstein, Karajan, Kleiber, Abbado und Morricone.
Bernardino Molinari war der erste Musikdirektor des Orchesters, der von 1912 bis 1944 tätig war. Antonio Pappano wurde 2005 Musikdirektor. Mit Pappano arbeitete das Orchester für Aufnahmen regelmäßig mit EMI  zusammen. Ab 2024 ist Daniel Harding Musikdirektor.

## Musikalische Leiter
- 1912–1944: Bernardino Molinari
- 1944–1945: Franco Ferrara
- 1945–1953: unbesetzt
- 1953–1973: Fernando Previtali
- 1973–1975: Igor Markevitch
- 1976: Thomas Schippers (er trat auf Grund seiner Krebserkrankung dieses Amt nicht an).
- 1983–1987: Giuseppe Sinopoli
- 1987–1992: Uto Ughi
- 1992–1997: Daniele Gatti
- 1997–2005: Chung Myung-whun
- 2005–2023: Antonio Pappano
- ab Oktober 2024: Daniel Harding[11]